# アームスリング
アームスリングとは、麻痺や怪我などの治療で腕を動かせない場合に使用する上肢装具。腕吊り、アームホルダー、アームリーダーなどとも呼ばれる。

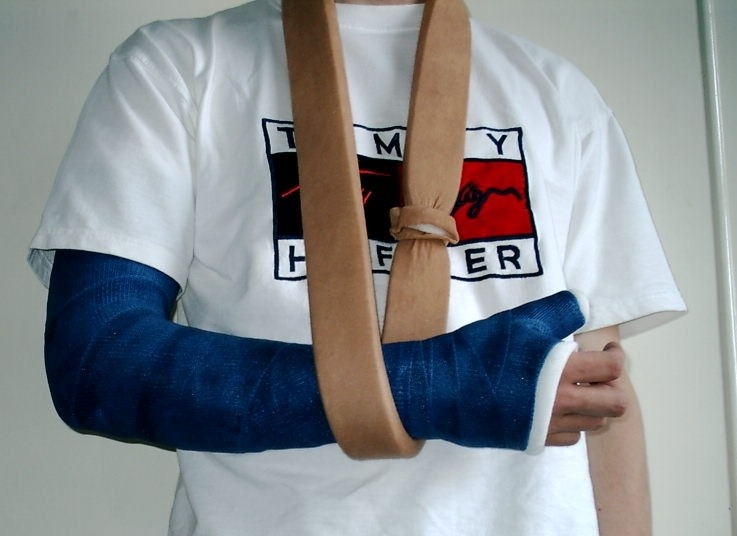
アームスリング
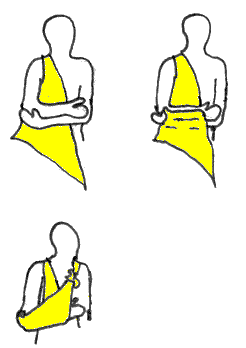
三角巾による固定。